# Mohammédia
 (janvier 2025).
Si vous disposez d'ouvrages ou d'articles de référence ou si vous connaissez des sites web de qualité traitant du thème abordé ici, merci de compléter l'article en donnant les références utiles à sa vérifiabilité et en les liant à la section « Notes et références ».
Pour les articles homonymes, voir Mohammadia.
Mohammédia (en arabe : المحمدية; anciennement, à l'époque de l'Empire chérifien, connue sous le nom berbère de ⴼⴷⴰⵍⴰ, (Fḍala en écriture latine)  et Fédala en français et en arabe فضالة) est une ville et commune du Maroc située dans la banlieue de Casablanca, chef-lieu de la préfecture de Mohammédia, dans la région administrative du Casablanca-Settat et anciennement dans le Grand Casablanca. 
Elle abrite la seule raffinerie du Maroc, la Samir, jusqu'à l'arrêt de l'activité en 2015. 
On trouve également dans sa banlieue la plus grande centrale électrique thermique du pays, qui alimente en grande partie la région du Grand Casablanca. Elle accueille aussi le principal port pétrolier du royaume, qui alimente la Samir.

## Histoire

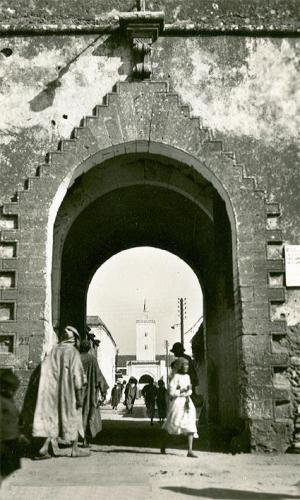
Entrée de la Casbah et vue sur la mosquée Al Atik.

### Histoire de Fedala
L'histoire n'a jamais attesté avec exactitude comment fut baptisée Fedala. El Bekri la mentionne comme étant un port du pays des Berghouatas. Les traces existent encore de son rôle commercial sous les Almoravides décrit par Obeid Allah Al Bakri, géographe de l'Andalousie. Des pêcheurs et des marchands espagnols, génois et vénitiens commerçaient avec Fédala dès les XIVe et XVe siècles. Au XVIIe siècle, ce port sous le nom de Fédale ou de « l'isle de Fédala » servait surtout de refuge momentané aux légers bâtiments des corsaires de Salé dans les courses auxquelles ils se livraient dans les eaux de l'Atlantique.
La ville qui ne comptait que quelques centaines d'habitants atteindra son apogée lorsque le Sultan Sidi Mohammed Ben Abdallah y construisit la kasbah en 1773, dont les murailles abritaient des entrepôts céréaliers de la région de Tamesma. Il édifia également la mosquée blanche Al-Atik.

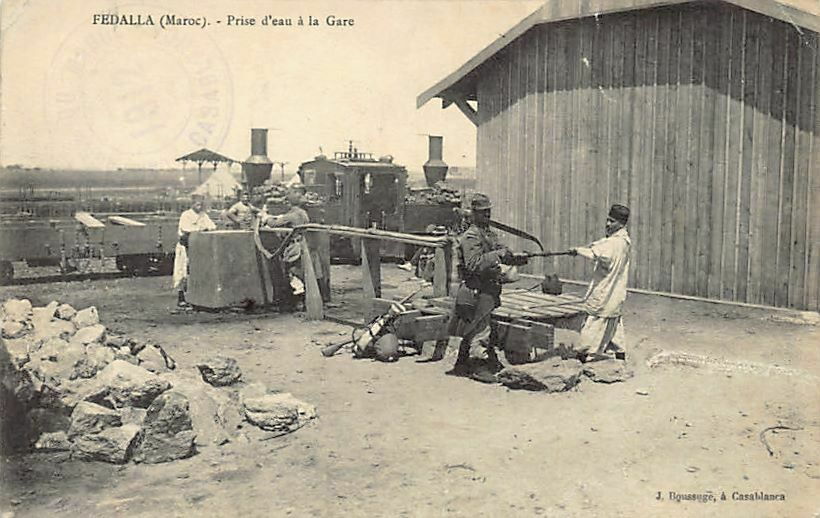
La gare en 1912.

Fédala devint une ville d'envergure en 1912 lorsque Georges Hersent créa la compagnie franco-marocaine qui prit une part importante au développement de la cité.
En juillet 1914 se constitue la compagnie du port de Fédala. La ville balnéaire prit corps en 1925 et l'esplanade fut construite en 1938.

#### Plage du débarquement des Alliés
Le 8 novembre 1942, lors du débarquement des Alliés en Afrique du Nord pendant la Seconde Guerre mondiale, les plages de Fedala, Mannesmann, et Pont Blondin, sont les sites "Red" et "Blue" du débarquement des forces terrestres américaines (groupe central) dirigées par le général Patton.
La garnison de Fedala, où se trouvent de grosses batteries côtières d'artillerie, exécute l'ordre du général Béthouart, de ne pas s'opposer, et en une journée, 8 000 hommes de cette armée (qui en compte 19 000) avec ses blindés, son artillerie et son matériel vont débarquer sur ses plages, prendre le port, et progresser sur la route des Zénatas, réussissant à atteindre après de violents combats près de l'aérodrome de Tit Melil, les Roches Noires, aux portes de Casablanca, le 11 novembre.
 Car le général Béthouart, favorable à la résistance et aux Alliés, est déjà arrêté par le général Noguès, résident général au Maroc, vichyste, qui fait tirer sur les Américains comme l'amiral Michelier, qui engage l'escadre française dans un combat naval désastreux, où elle est entièrement coulée ou détruite par la puissante armada américaine de l'amiral Hewitt.
Le cessez-le-feu ordonné par les autorités à Alger depuis le 8 novembre entera en vigueur le 11 à Casablanca, mettant fin à trois jours de combats acharnés et meurtriers.
Le succès du débarquement en Afrique du Nord marque un tournant important dans la guerre, qualifié par Churchill, de «fin du commencement», la conférence d'Anfa avec le Président Roosevelt, Winston Churchill, le général De Gaulle et le général Giraud pourra avoir lieu, présageant pour les Alliés, la défaite successive sur tous les fronts des troupes de l'Axe, jusqu'à la victoire, le 8 mai 1945.
Au lendemain de la Seconde Guerre mondiale, l'office chérifien de l'habitat se chargea de la disparition des bidonvilles par la création des lotissements de Fédala El Alia.

### De Fedala à Mohammedia
La construction d'un pipeline maritime en 1951 fit de Fédala le premier et le plus moderne port pétrolier d'Afrique du Nord. Fédala a été renommée Mohammedia le 25 juin 1960 en hommage au roi Mohammed V, symbole de l'indépendance marocaine, à l'occasion de la pose de la première pierre de la raffinerie de pétrole Samir.
À la sortie du protectorat et jusqu'aux années 1970-1980, Mohammedia était surtout une grande station balnéaire qui comptait un casino (aujourd'hui fermé), une marina, un champ de courses, un golf royal, un club de tennis et de nombreux restaurants internationaux et luxueux hôtels internationaux  (Miramar, Hôtel Novotel, Ibis, Avanti, Sphinx),,,.  Mohammédia est maintenant essentiellement un pôle industriel en passe de rejoindre Casablanca, qui n'est située qu'à une vingtaine de kilomètres au sud, notamment avec la création de la ville nouvelle de Zenata.

## Géographie

### Situation
Mohammedia est une grande ville  située sur la côte de l'océan Atlantique, à 24 km au Nord-Est de Casablanca, la capitale économique du royaume. Le périmètre urbain de la ville s’étend sur 3.320 ha et se situe entre les embouchures de Oued El-Maleh et Oued Nfifikh. La ville est limitée au Nord par l'océan Atlantique, à l'Est et au Sud par la Province de Ben Slimane et à l'Ouest par la préfecture du Sidi Bernoussi-Zenata.

### Climat
Mohammedia jouit d'un climat méditerranéen caractérisé par des hivers doux et humides et des étés chauds et secs. Sa proximité à l'océan Atlantique tend à rafraîchir la ville en été et à la réchauffer en hiver. Elle profite largement du soleil durant toute l'année.
La période de mai à octobre est relativement chaude caractérisée par un air sec avec des températures moyennes maximales de 23–29 °C et minimales de 14–19 °C, mais la température dépasse souvent les 32 °C et atteint parfois les 35 °C.
La période de novembre à avril est douce et humide avec des pluies fréquentes. Les températures moyennes maximales sont de 15–21 °C et les minimales de 8–12 °C, cependant la température peut facilement baisser aux alentours de 2 °C tôt le matin ou atteindre les 27 °C pendant quelques jours d'hiver.
La grande partie des précipitations qu'enregistre la ville a lieu entre novembre et avril. La moyenne annuelle est autour de 400mm. Ces précipitations sont généralement des averses de pluie passagères, mais parfois des pluies torrentielles et abondantes, voire des orages. Aucune chute de neige n'a jamais été enregistrée dans la ville.

### Environnement
Une grande partie du sable utilisé chaque année dans la construction au Maroc est extraite illégalement de Mohammedia selon un rapport du Programme des Nations unies pour l'environnement (PNUE) paru en 2019, mettant en danger son littoral. Selon des associations écologistes marocaines, les responsables seraient des entreprises liées à des notables, parlementaires ou militaires à la retraite, disposant de passe-droits. Le sable est prélevé avant tout pour la construction d'infrastructures liées au tourisme.

## Vie politique et gestion
À la tête de la ville de Mohammedia se trouve le Président de la Commune, aussi appelé le Maire.

### Élections récentes
Depuis les élections communales de 2021, le Maire de Mohammedia est Hicham Aït Menna.
Il s'était présenté sur la liste du RNI, qui est arrivée en tête avec 17 sièges. 
| Liste                               | Nombre de sièges au conseil municipal |
| ----------------------------------- | ------------------------------------- |
| RNI                                 | 17                                    |
| PAM                                 | 7                                     |
| USFP                                | 3                                     |
| Alliance de la fédération de gauche | 3                                     |
| PJD                                 | 3                                     |
| Union Constitutionelle              | 2                                     |

## Quartiers
- El Alia, signifie la «partie haute», à cause de ses pentes et de sa surélévation au-dessus de la ville créée par les Français et bâtie dans l'ancienne lagune.
  - Divisions : 
    - Les quartiers anciens : El Hassania, Derb Marrakech, Derb Rabat, L'habitat, Derb Jamila, Derb Ourida, Derb Fath, Derb Douchmane, Riyad Salam, Les Crêtes, Laâyoune, Riyad, Chabab, Sâada (Lkarwa, Derb Fouzia, Derb 60, Derb Abderazak)...
    - Quartiers récents : Hay El Falah, Anfa, Hay El Houria, Rachidia, Hay Reda, Hay Nasr, Hay El Fajr, La colline, Hay Al Wahda, Hay El Amal, Andalous Mohammedia.
- El Kasbah (le centre de l'ancienne "Fedala").
  - Divisions :
    - El Kasbah, Diour El kram, Diour El Kraii, Diour Doukkala.
    - El Marsa, Al Wafa.
    - Lotissements Parc Plaza I II.

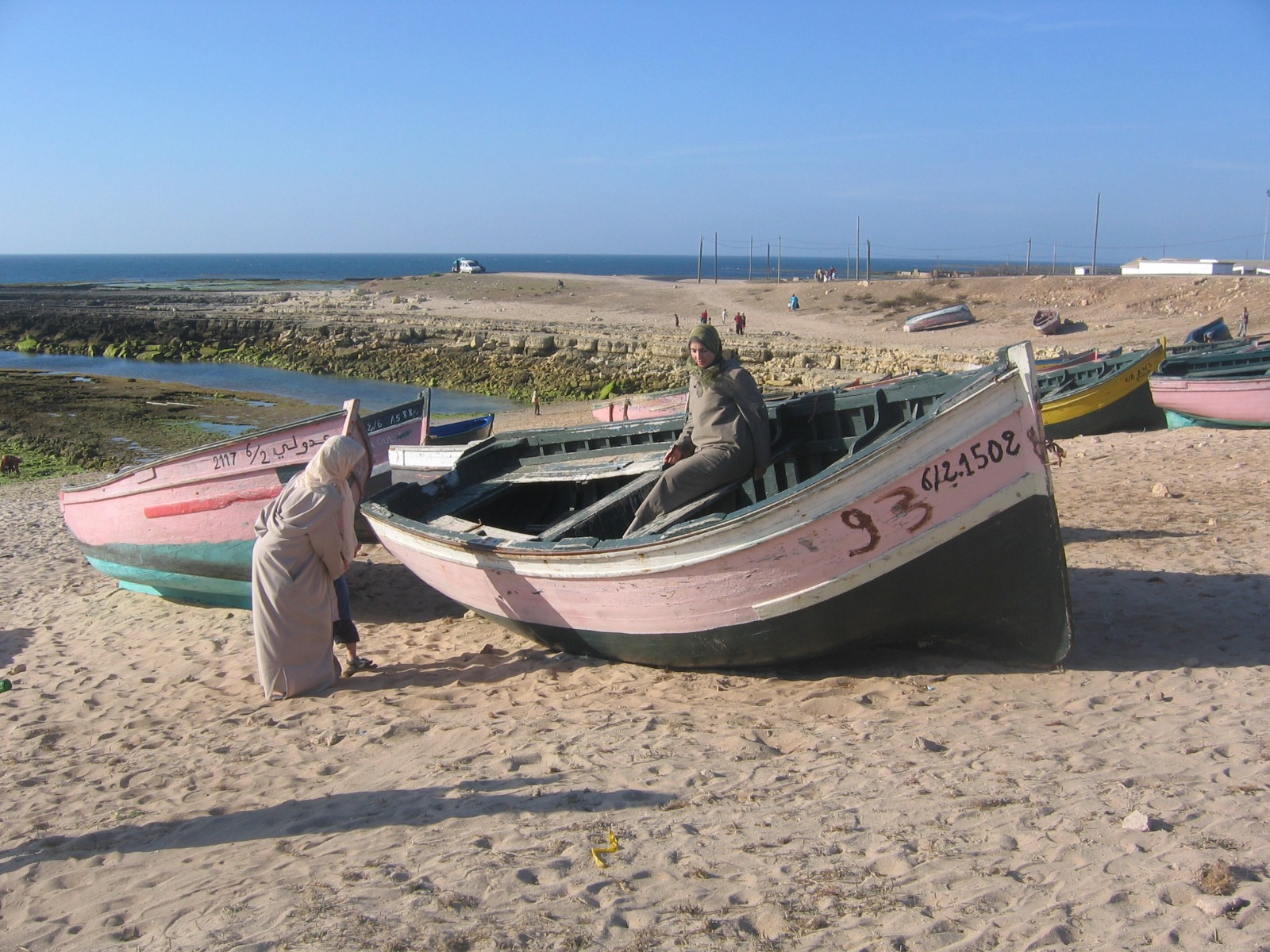
Bateaux de pêche sur la plage.

- Partie Est de Mohammédia  (connue spécialement pour ses plages)
  - Divisions :
    - les plages (par ordre du centre vers l'est de la ville): Plage du centre, Plage Mannesmann, Plage Yasmina, Plage Santa Monica, Plage La Siesta, Plage Les Sablettes.
    - les lotissements :lotissement Yasmina, lotissement Soleil, lotissement Nice, lotissement Al Assil, Les Florianes, "Marina" Beach, Les Orchidées.
- Mohammedia s'ouvre sur deux autres petits villages:
  - Ben Ykhlef (El Luizia) . Connue par sa forêt qui la traverse Oued Nfifikh vers plage Sablette.
  - El Mansouria.  Connue par sa plage et ses résidences touristiques.

## Transports
La ville est desservie par l'autoroute A 3 qui relie Rabat à Casablanca, et qui est considérée comme l'autoroute payante la plus fréquentée en Afrique (55 109 véhicules par jour). Elle est aussi desservie par la voie ferrée: Le réseau TNR qui fait la liaison Casablanca-Kénitra. La route nationale 1 traverse aussi la ville.
Les lignes d'autobus Casabus 32D (université), 800, 900, 904, 909, M01, M02, M04 et M05; et les lignes Lux Transports 01, 02 et 03 la desservent.

## Économie
De nombreuses entreprises ont élu domicile à Mohammédia et notamment dans les quartiers sud de la ville (Bd Hassan II). Il s'agit essentiellement d'unités de production. La ville de Mohammédia acquiert ainsi au fil des années une véritable vocation industrielle.
Mohammedia joue un rôle clé dans l'économie de la région Casablanca-Settat, avec une contribution significative au PIB régional. En 2017, le PIB par habitant de Mohammedia était estimé à 50 000 DH, supérieur à la moyenne régionale de 48 000 DH. Cette performance économique est principalement due à la forte présence industrielle, avec la ville représentant 49 % du PIB national dans ce secteur.
Le sort de la Samir, seule raffinerie de pétrole du Maroc, arrêtée en 2015 et mise en liquidation, marque toutefois la vie économique. La possibilité de sa réouverture est évoquée par le gouvernement en 2024. 

## Vie scolaire et estudiantine

### Enseignement primaire et secondaire
La ville dispose d'environ 15 écoles primaires et de quelque 13 collèges et lycées rien que pour le secteur public. Le secteur privé est également en développement. Plusieurs écoles, collèges et lycées privés ont ouvert leurs portes ces 10 dernières années dont la capacité dépasse pour certains les 600 élèves.
La préfecture dispose de 19 écoles dans le secteur public, 23 dans le secteur privé et 2 "Mission française" ; 9 collèges dans le secteur public, 10 dans le secteur privé et 1 collège de la Mission française (collège Claude Monet). La préfecture est également équipée de 6 lycées dans le secteur public, et 7 dans le secteur privé. Le lycée technique de Mohammedia accueille également des étudiants en classes préparatoires aux grandes écoles, option MPSI, TSI (année Sup) et option MP, TSI (année Spe).
De plus, du fait de la relative, et historiquement importante, communauté européenne de la ville, Mohammedia possède depuis 1961 un Groupe scolaire (primaire, collège) français, Claude Monet.

### Enseignement supérieur et universitaire
La ville de Mohammédia est également une ville étudiante. Elle accueille près de 25 000 étudiants nationaux et internationaux (principalement d'origine subsaharienne) poursuivant leurs études supérieures dans les facultés et instituts de la ville. La préfecture de Mohammedia abrite trois facultés (Lettres, Droit, et Sciences et Techniques) et un  Institut supérieur (Technologie hôtelière et touristique) et une École d'ingénieurs (ENSET) dirigés par l'Université Hassan II.
La ville de Mohammedia possède de nombreux centres d’apprentissage des langues pour jeunes ou adultes dont les principaux sont :
- le Centre culturel français
- Le Centre Américain de langues (American Language Center), qui accueille plus de 1 000 étudiants chaque trimestre.
- l'International Language School (pour l'espagnol, l'italien, l'allemand notamment)

La préfecture abrite trois facultés (Lettres, Droit et Sciences) et un Institut supérieur (Technologie hôtelière et touristique), une École d'ingénieurs (ENSET) dirigés par l'Université Hassan II.
La ville de Mohammedia abrite aussi, notamment :
- L'École Canadienne de Technologie, Logistique et Management. (E.C.T.L.M)
- l'École Supérieure privée des Études Juridiques et Économiques(ESEJE),
- L'Institut Supérieur de Technologie Appliquée à Mohammedia (ISTAM Colline),
- L'Institut Supérieur Industriel - Mohammedia (ISIM),
- Le Centre de Qualification Professionnelle (CQP Yasmina),
- Le Centre de Formation par Apprentissage (CFA Port).

## Sports
Omnisports
Le premier club sportif fondée dans la ville est Fédala Sporting Club, plus connu en abrégé FS. Étant club omnisports, le sporting fdalien avait sa section de football qui été l'une des meilleures équipes du Championnat du Maroc (Division Honneur), et a pu remporté plusieurs titres au sein de la Ligue du Maroc de Football Association.
Football
La ville possède actuellement deux stades de football : le stade el Bachir et le stade el Alia.
Le Sporting club chabbab de Mohammedia évolue en botola pro1 (1ère division marocaine). Union sportive de Mohammedia évolue en botola pro2 (2e division marocaine). El Majd (La Gloire)  évolue actuellement en botola amateurs1 (3e division marocaine).
Des écoles de football sont aussi présentes sur la ville, dont le plus célèbre Club lionceaux atlas (CLAM) qui offre des formations pour toutes catégories confondues sur un campus sportif qui se compose de plusieurs terrains (gazon naturel). Ce club a été créé et est toujours géré par une icône du football marocain, l'international Ahmed Faras.
Tennis
Un club de tennis -Royal Tennis Club de Mohammedia-, attenant au golf ayant produit quelques professionnels marocains comme Bahia Mouhtassine ou Reda El Amrani (160e ATP)
Golf
Un golf 18 trous - appartenant au Royal Golf Anfa-Mohammedia
Base nautique et surf
La ville possède une base nautique et un Yacht Club au niveau du port de la ville qui essaient de maintenir une certaine activité malgré tout. Par ailleurs, la plage des Sablettes (Nord de la ville) possède une école de Surf et y organise régulièrement des compétitions  avec l'aide de l'AMSB: Association Monica de Surf et Bodyboard, située a Monica Plage et gérée par les jeunes locaux dont les principaux fondateurs sont Omar Zidouh et Salem Moutawassit
Handball
AJSM
Autres
- Des Clubs d'équitation -Royal Club d'équitation Lalla Soukaina- Le Carrefour
- Un circuit de Karting (route de Ben Slimane)
- Un Club de Tir au vol
- La noria (lwiziya)

## Festivals

### Festival international de Mohammedia
Ce festival vise à réunir les habitants de la ville de Mohammedia autour de nombreuses activités culturelles et concerts. Des campagnes de sensibilisation à l'environnement sont également planifiées ainsi que des actions sociales et médicales dont bénéficient les personnes handicapées et enfants issus de familles nécessiteuses. Plusieurs disciplines sportives sont à l’honneur : beach volley, beach soccer, jet ski, surf, kick boxing, course sur route, triathlon.
La première édition du Festival international de Mohammedia s'est tenue du 30 juillet au 21 août 2009. Les habitants de Mohammedia. Cette édition s'est marquée par l'organisation de 48 concerts musicaux, 8 compétitions sportives, 6 conférences et espaces débat. 400 artistes et sportifs étaient présents[réf. nécessaire].

### Festival des fleurs
Depuis l'année 2007, la ville de Mohammédia accueille chaque mois de juin un festival : le festival des fleurs.
Selon Abdeladi Sohib, directeur du festival, «L’objectif est de consolider l’identité florale de la ville, de développer une culture de préservation de l’environnement, aménager des espaces verts, véhiculer une image dynamique de la ville et accroître sa notoriété»

Le budget du festival de 3,5 millions de DH (en 2008) est financé par des sponsors  (mécènes) privés, dont les plus importants sont la Samir et l’ONE, deux sociétés présentes dans la ville.
Ce festival n'a en revanche plus lieu depuis quelques années.

### Festival international du court métrage de Mohammedia

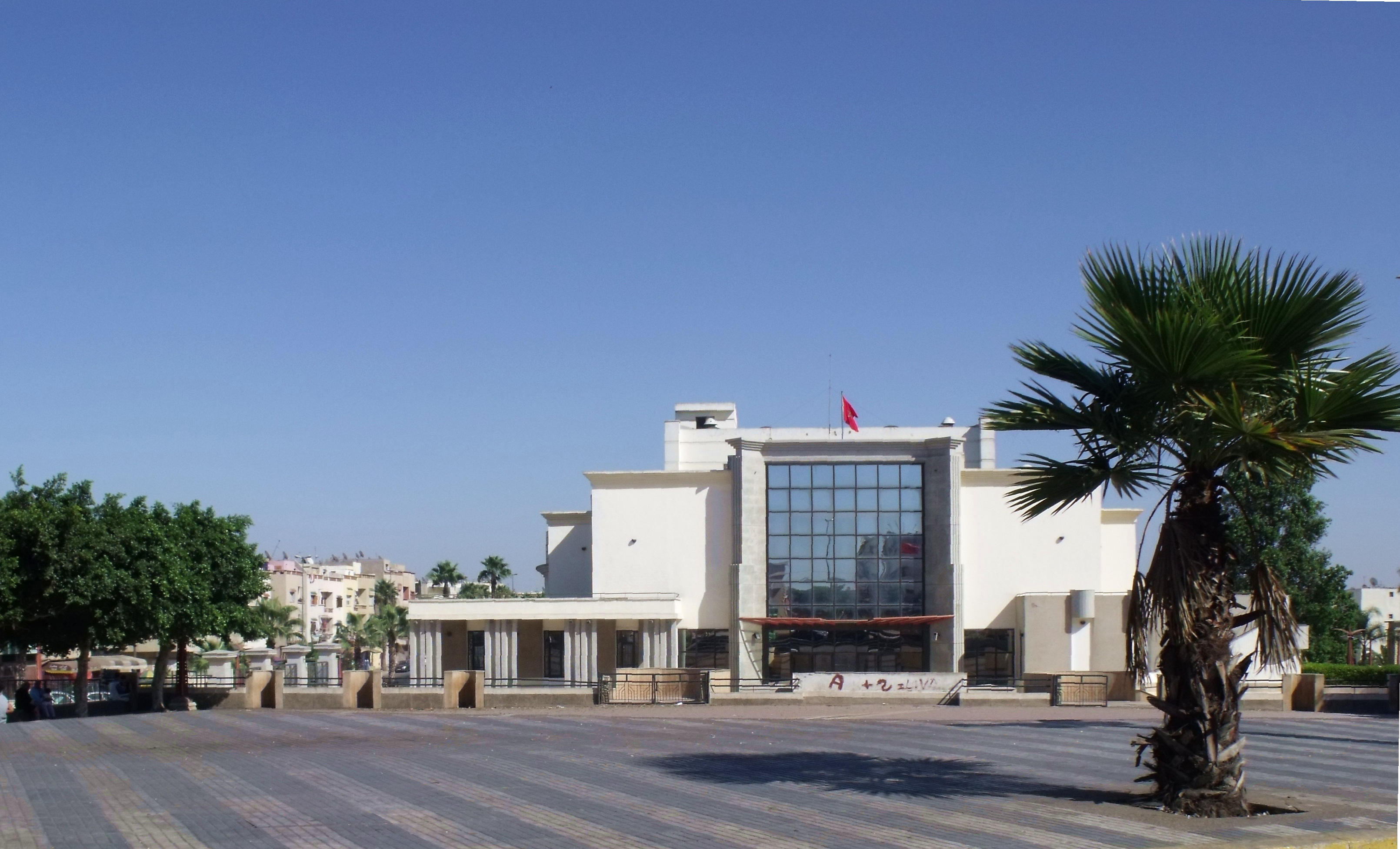
Le théâtre municipal de Mohammedia.

La ville de Mohammedia organise au mois d'avril le Festival international du court métrage de Mohammedia. Il réunit chaque année professionnels, cinéastes, acteurs, producteurs et critiques, issus de différents pays.
La programmation comporte des expositions, des colloques, des ateliers, des hommages et une compétition officielle de films.

## Personnalités étant nées ou ayant vécu à Mohammédia
- Abraham Serfaty, homme politique et indépendantiste marocain, a vécu à Mohammedia après son retour au Maroc en 1999.
- Éric Besson, ministre français de l'Immigration, de l'Intégration de l'Identité nationale et du Développement solidaire: ancien élève du lycée Lyautey de Casablanca, a passé son adolescence à Fédala.
- Ahmed Faras, footballeur marocain né à Fédala. Il est formé et passe sa carrière au Chabab de Mohammedia (1965-1982)).
- Hassan Amcharrat, dit Acila, footballeur marocain qui joue en tant qu'attaquant dans les années 1970. Il remporte la seule Coupe d'Afrique du Maroc avec Ahmed Faras.
- Jacques Brel, chanteur belge, n'a jamais vécu à Mohammédia, mais il s'y rendit plusieurs fois. Le Sphinx[15], ancienne maison close de Mohammedia, lui inspira notamment la chanson Jef[16].
- Tarik El Jarmouni, footballeur international marocain.
- Boudchart, compositeur et chef d'orchestre franco-marocain.
- Bahia Mouhtassine, joueuse de tennis internationale.
- Jean-Pierre Péroncel-Hugoz, journaliste et écrivain français  qui a consacré un livre sur l'histoire de Mohammédia et sa région[17] (vit actuellement à Mohammedia).
- Robin Campillo, cinéaste français né à Mohammedia.
- Mustapha Bakkoury, ex-PDG de la Caisse de dépôt et de gestion marocaine et de Masen, né à Mohammedia.
- Hassan Amcharrat (1948-2023), footballeur marocain, né et mort à Mohammedia.
- Georges Simoes, joueur de pétanque, deux fois champion du monde, a joué dans le club de la Boule Fedaliéenne[18].
- Bouchaib Rmail (en), ancien directeur général de la sûreté nationale (2012-2015).

## Controverses
- La pollution causée par les activités pétrolières et industrielles (pollution atmosphérique, pollution des plages de la ville)[19],[20]
- Les inondations en 2001 et en 2003[21]
- L'abandon du Casino de la ville, «lien avec l’histoire qui ne cesse de se détériorer, édifice emblématique construit en 1933» et de l’hôtel Miramar «un autre lieu mythique construit en 1928»[22]
- L'alliance entre le promoteur immobilier M. El Allali (Groupe Allali) et la société Groupe Mfadel[23], géré par Redouane Mdadel, fils du président de la Commune de Mohammedia M. M'fadel[24] dans la construction d'importants projets immobiliers[25].

## Jumelages
- Perpignan, France 2009
- Belfort, France 2010 (coopération décentralisée)
- Dreux, France 2010
- Gand, Belgique 1982
- Zaouia,  Libye 2006
- Monastir,  Tunisie
- Noguinsk,  Russie 2010[26]
- Jiangyin, Chine 2011[27]